# Асагумо (эсминец, 1938)
Асагумо (яп. 朝雲) — японский эскадренный миноносец времён Второй мировой войны, восьмой типа Асасио. Название в переводе с японского на русский означает «Утренние белые облака».
Заложен 23 декабря 1936 года на верфи Кавасаки в Кобе. Спущен 5 ноября 1937 года, вошел в строй 31 марта 1938 года.

## Конструкция

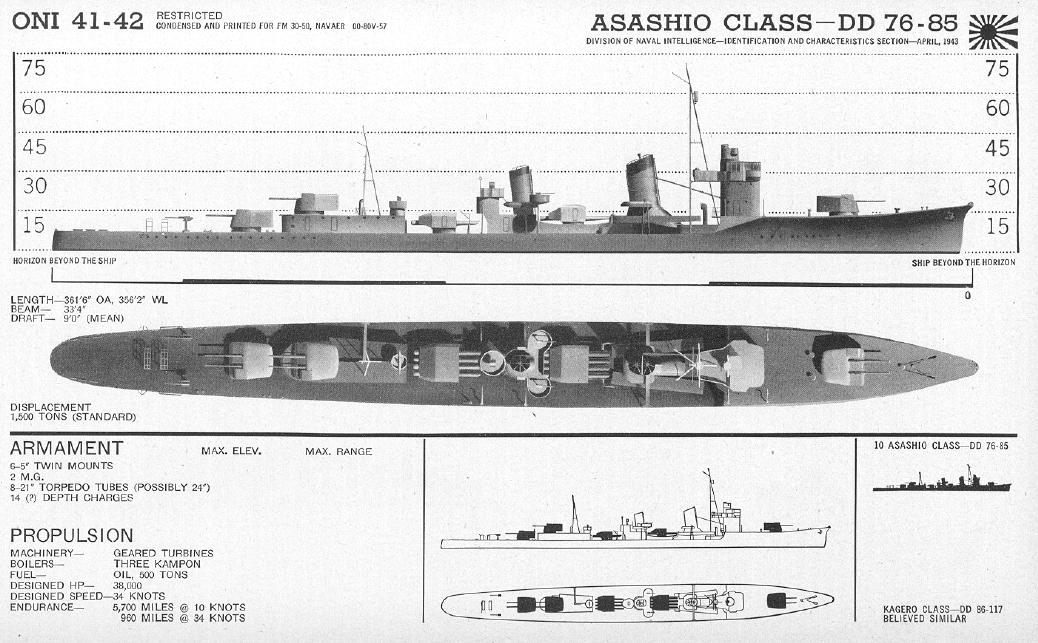
тип Асасио

Производство эсминцев данного проекта, так называемых «крейсерского» типа, было заказано в 1934 году. Они проектировались и строились после выхода Японии из договоров о ограничениях морских вооружений. За основу был взят проект эскадренных миноносцев типа «Сирацую» что давало остойчивость и прочность корпуса. Скорость и экономичность плавания должны были обеспечить два турбозубчатых агрегата, аналогичным как на типе «Фубуки», с общей мощностью в 50 тысяч л.с.. Увеличенные топливные цистерны позволили достичь дальность плавания в 10500 километров.
Огневую мощь обеспечивали:
- Три спаренные артиллерийские установки 127-мм/50 типа C, расположенных по линейно-возвышенной схеме (вторая АУ располагалась над кормовой надстройкой).
- Два спаренных зенитных автомата Тип 96, располагавшихся по бокам от второй трубы.
- Два счетверённых 610-мм торпедных аппарата Тип 92, с шестнадцать торпед торпедами Тип 93.

## История
К началу войны «Асагумо» входил в состав 9-го дивизиона эсминцев 2-го Императорского флота Японии вместе с однотипными «Минэгумо», «Нацугумо», который участвовал в захвате Филиппин где был повреждён.
В начале 1942 года дивизион эсминцев был переброшен в Индонезию.
27-28 февраля 1942 года «Асагумо» и «Минэгумо» провели несколько безуспешных торпедных атак в Яванском море, а также вступили в сражение с британскими кораблями, потопив эсминец «Электра».

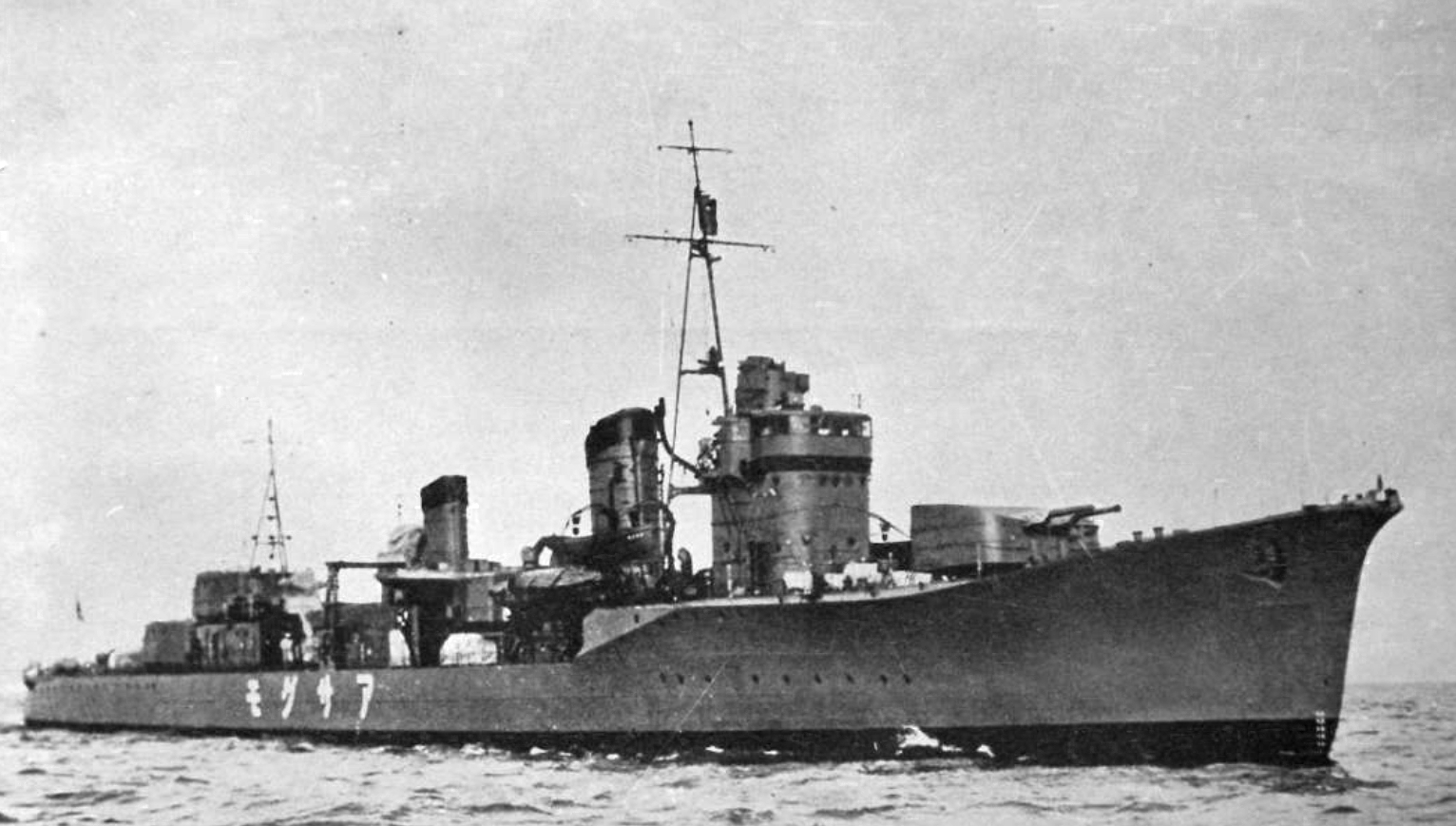

После ремонта в Японии принял участие в битве за Мидуэй. Участвовал в проводке транспортов по Гуадалканалу, и принял участие в сражении за Гуадалканал.
В 1943—1944 прошел модернизацию: всего 28 зенитных автоматов Тип 96 были установлены на платформе перед мостиком и вместо задней 127-мм АУ (башня № 2); были установлены 4 бомбомёта с 36 глубинными бомбами; второй боекомплект торпед был снят.
В июне 1944 года, принял участие в битве при Марианских островах.
В октябре «Асагумо», «Митисио» и «Ямагумо» участвовали в обороне Марианских островов. 25 октября 1944 года во время сражения в заливе Лейте «Асагумо» был торпедирован USS McDermut (DD-677) и затонул в точке 10°04′ ю. ш. 125°21′ в. д.. Из 191 члена экипажа выжили 39 человек, в том числе командир Шибаяма. Они были взяты в плен американцами.